# Rentrée scolaire
Pour les articles homonymes, voir Rentrée des classes.

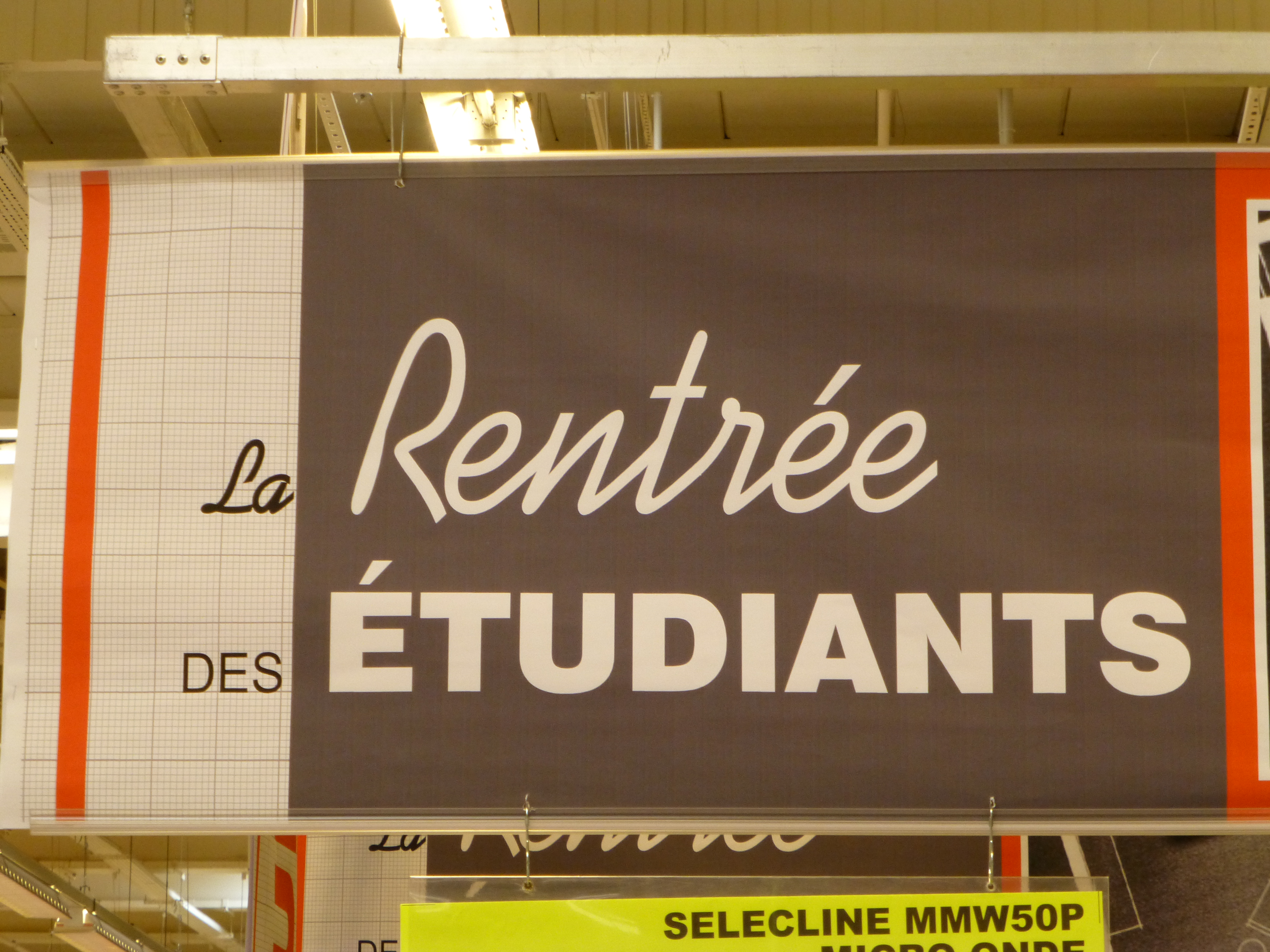
Bandeau de rentrée scolaire dans un supermarché.

La rentrée scolaire, rentrée des classes ou simplement rentrée est la reprise de l'enseignement dans les établissements d'éducation après les grandes vacances. Elle marque le début d'une année scolaire.
Dans de nombreux pays, elle suit généralement la pause estivale, en Europe, et varie dans l'année selon la position géographique : de juillet à septembre dans l'hémisphère nord, et de janvier à février dans l'hémisphère sud. La période est alors associée à la reprise de l'activité en général, qu'elle soit économique ou politique, après la période de ralentissement au cours des vacances. Cependant, la rentrée scolaire peut aussi avoir lieu au printemps, par exemple au Japon et en Corée du Sud.
La rentrée scolaire est par ailleurs l'un des marronniers les plus typiques en journalisme.

## Conséquences sur la scolarité
La rentrée scolaire est souvent accompagnée d'un changement de classe et d'enseignant(s).

### Rentrée universitaire en France
Dans l'enseignement supérieur, la période de la rentrée, dite ici universitaire, a un contour plus flou.
Au sens strict, elle correspond au remplissement progressif de l'emploi du temps jusqu'au rythme habituel qui s'étendra sur le reste de l'année. Les cours magistraux reprennent généralement en premiers, suivis des travaux dirigés les semaines suivantes, selon les agendas des professeurs respectifs (il n'y a pas de généralités, certains professeurs reprenant aussi plus tôt que les amphis). L'emploi du temps est consolidé sous sa forme finale début octobre. On peut toutefois allonger ce délai en ajoutant les activités périscolaires optionnelles, c'est-à-dire sportives ou artistiques, qui démarrent souvent avec un mois de décalage.
Au sens large, la rentrée couvre la période pendant laquelle les inscriptions sont encore ouvertes administrativement, et peut ainsi s'étendre jusqu'au lendemain de la Toussaint.
Dans tous les cas, les vacances de Toussaint peuvent être considérées comme une limite indépassable, puisqu'elles constituent une nouvelle interruption des cours, vidant de sens la notion de « rentrée » (sous-entendu « des grandes vacances »).
Il existe aussi une seconde rentrée semestrielle plus mineure, fin janvier ou début février, après la pause des partiels du premier trimestre. Cette rentrée est marquée par un remaniement de l'emploi du temps avec le changement de plusieurs matières secondaires et l'arrivée de certains élèves en réorientation. Le second semestre est toutefois traditionnellement plus léger que le premier dans les cursus.

## Conséquences sur l'économie

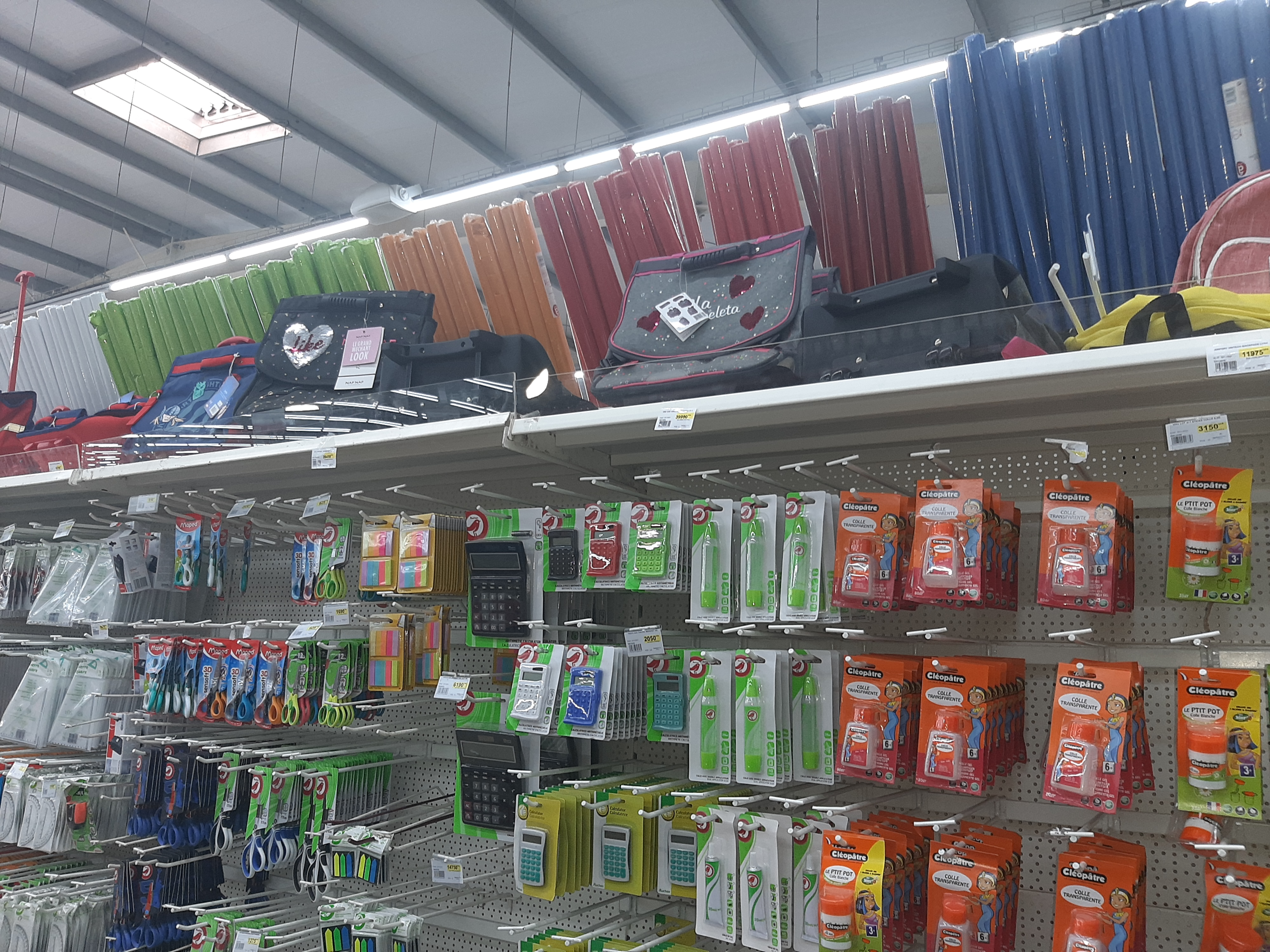
Rayon de fournitures scolaires dans un supermarché de Dakar avant la rentrée scolaire.

La rentrée scolaire est souvent associée à une grande vente de fournitures scolaires ou de vêtements.
De nombreuses activités ludiques, pour les enfants comme pour les adultes (par exemple les clubs de sports, les abonnements au théâtre, etc.), ont des rythmes annuels basés sur le calendrier scolaire, et non sur le calendrier civil. D'autres domaines n'ayant aucun rapport avec la scolarité sont, eux aussi, basés sur le calendrier scolaire, mais plutôt en raison de la pause estivale. Par exemple, les chaînes de télévisions changent leurs programmes pendant l'été, puis démarrent de nouvelles grilles de programmation.
Ainsi, même si la rentrée scolaire ne concerne réellement que les élèves et les étudiants, une partie non négligeable des économies des pays est calée sur ces rythmes scolaires.
En France, la Confédération syndicale des familles constate en 2016 une hausse réelle des dépenses réalisées par les familles bien supérieure du coût de la rentrée par rapport aux années précédentes[Lesquelles ?] : + 6,93 % en sixième, mais aussi + 5,49 % en quatrième ou + 4,28 % au cours moyen. De même en 2022 selon 60 Millions de consommateurs.
Des allocations sont parfois octroyées pour aider les enfants issus de familles défavorisées.

## Sources
- Marie-France Doray, « Rituels de rentrée scolaire et mise en scène de dogmes pédagogiques », Ethnologie française, vol. 27, no 2,‎ 1997, p. 175–187 (ISSN 0046-2616, lire en ligne, consulté le 1er janvier 2024)
- Alain Marchive, « Ethnographie d'une rentrée en classe de cours préparatoire : comment s'instaurent les règles de la vie scolaire ? », Revue française de pédagogie, no 142,‎ 2003, p. 21–32 (ISSN 0556-7807, lire en ligne, consulté le 1er janvier 2024)
- Nathalie Mangeard-Bloch, « Le rite de rentrée scolaire au prisme du livre pour enfants : de la maison à l’école », Strenæ. Recherches sur les livres et objets culturels de l’enfance, no 15,‎ 15 septembre 2019 (ISSN 2109-9081, DOI 10.4000/strenae.3258, lire en ligne, consulté le 1er janvier 2024)
- Véronique Kannengiesser, « Accompagner son enfant pour sa première rentrée des classes : des retrouvailles avec l’école qui questionnent le respect du contrat narcissique », Connexions, vol. 2019/2, no 112,‎ 2019, p. 137 à 148 (lire en ligne)